# Bombenanschlag in Ankara am 13. März 2016

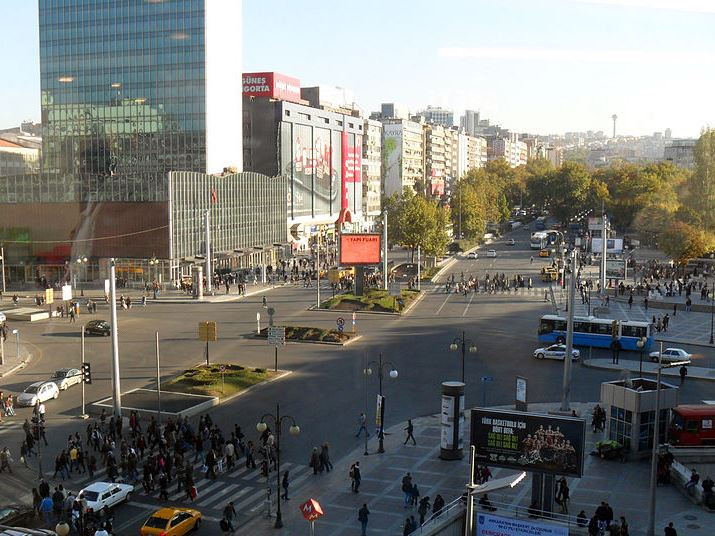
Der Tatort, der Kızılay-Platz

Der Bombenanschlag in Ankara am 13. März 2016, zu dem sich eine Splittergruppe der Terrororganisation PKK bekannte, ereignete sich um 18:45 Ortszeit (UTC +2) auf dem Kızılay-Platz an einer Bushaltestelle. Bei den meisten der 38 Todesopfer des Anschlags handelte es sich um Zivilisten.

## Vorwarnung
Die US-Botschaft hatte bereits am 11. März 2016 eine Terrorwarnung für die Gegend um den Kızılay-Platz herausgegeben, da Informationen über einen geplanten Anschlag vorlagen.

## Tathergang
Laut Angaben der türkischen Nachrichtenagentur Anadolu fuhren die beiden Selbstmordattentäter, die 24-jährige Studentin Seher Çağla Demir und ein Mann namens Özgür Ünsal, mit einem gestohlenen weißen BMW an der Bushaltestelle bei der Metrostation zwischen zwei vollbesetzte Busse und brachten dort ihr mit TNT beladenes Fahrzeug zur Explosion. Durch Glas- und Metallsplitter kamen die Attentäter und 35 weitere Personen ums Leben. Mehr als 120 Menschen wurden verletzt.
Bei dem Anschlag handelte es sich um den dritten Anschlag im Stadtzentrum Ankaras innerhalb von fünf Monaten.

Bilder vom Anschlagsort (13. März 2016)
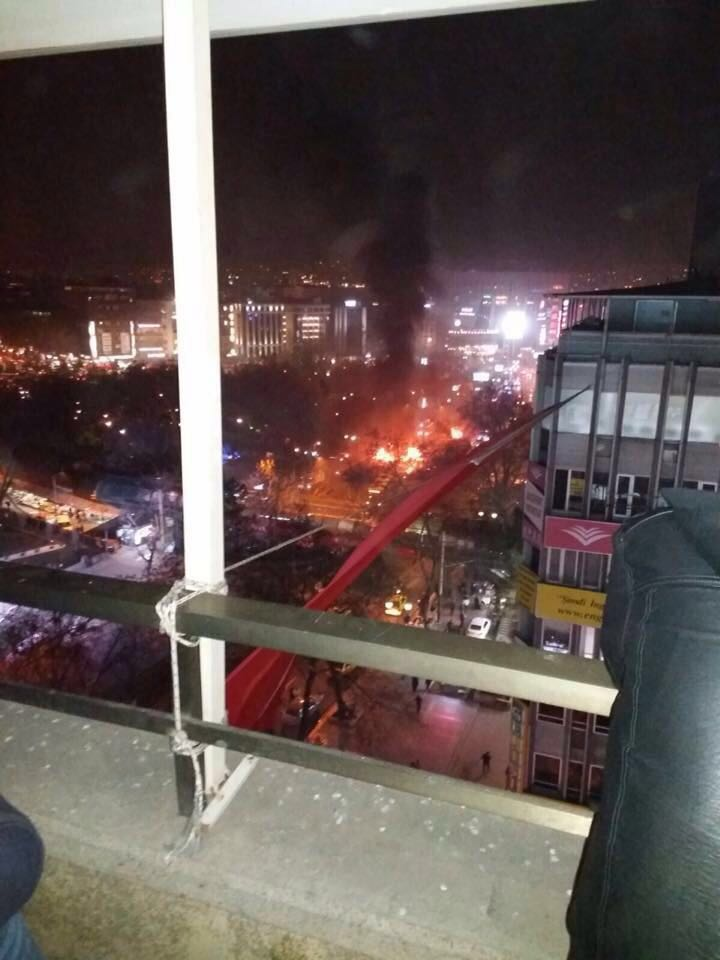
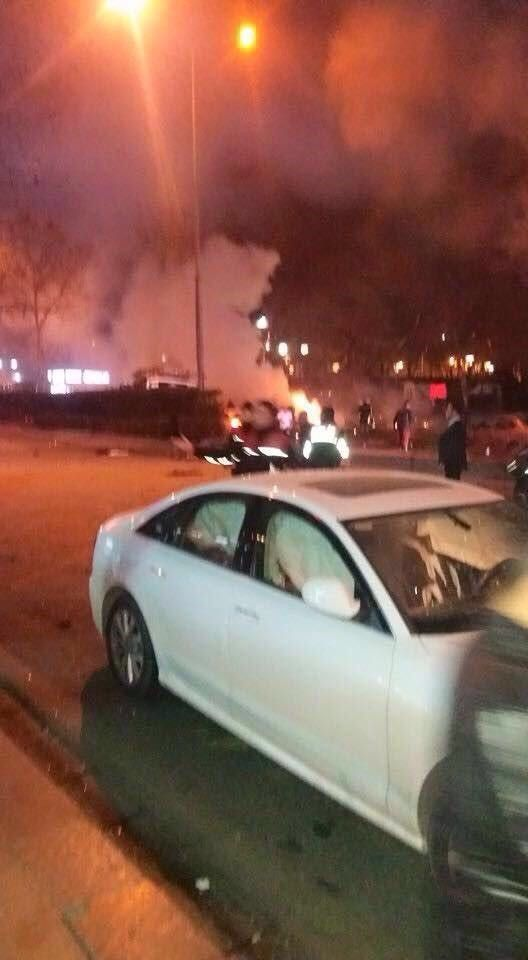
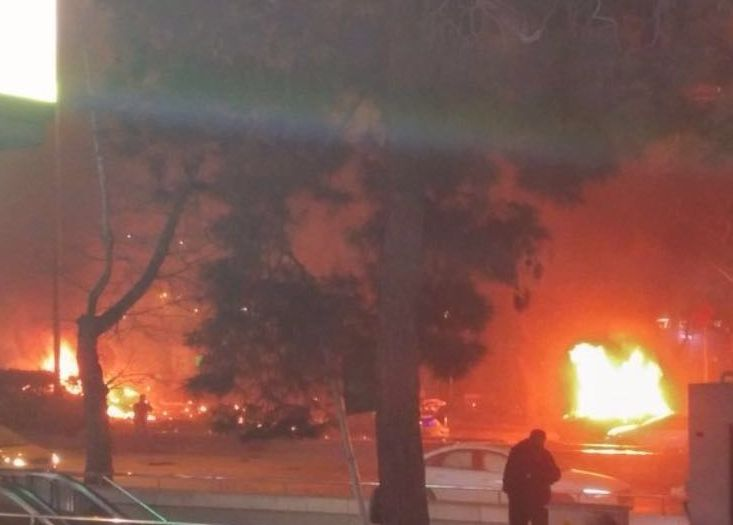
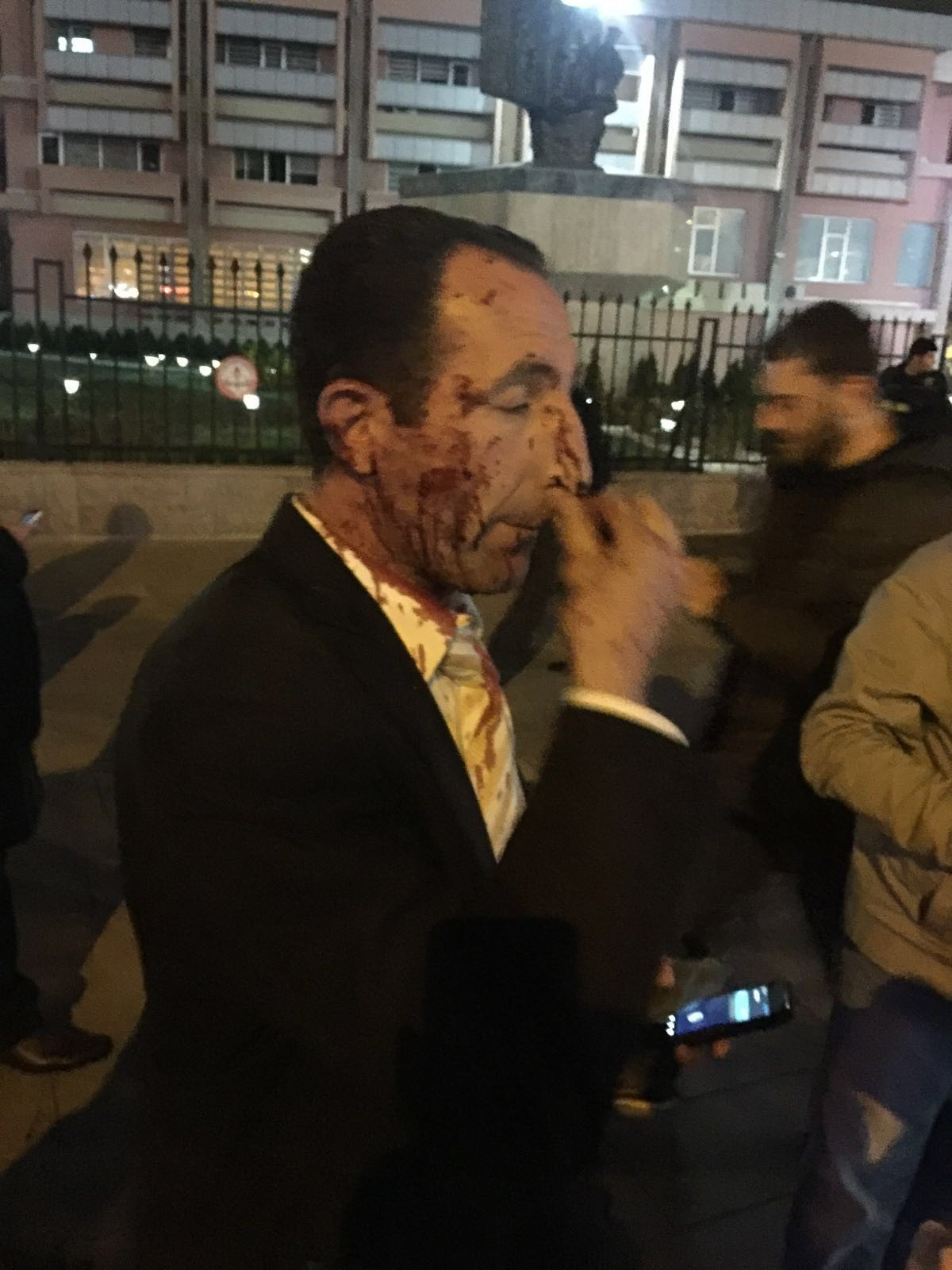
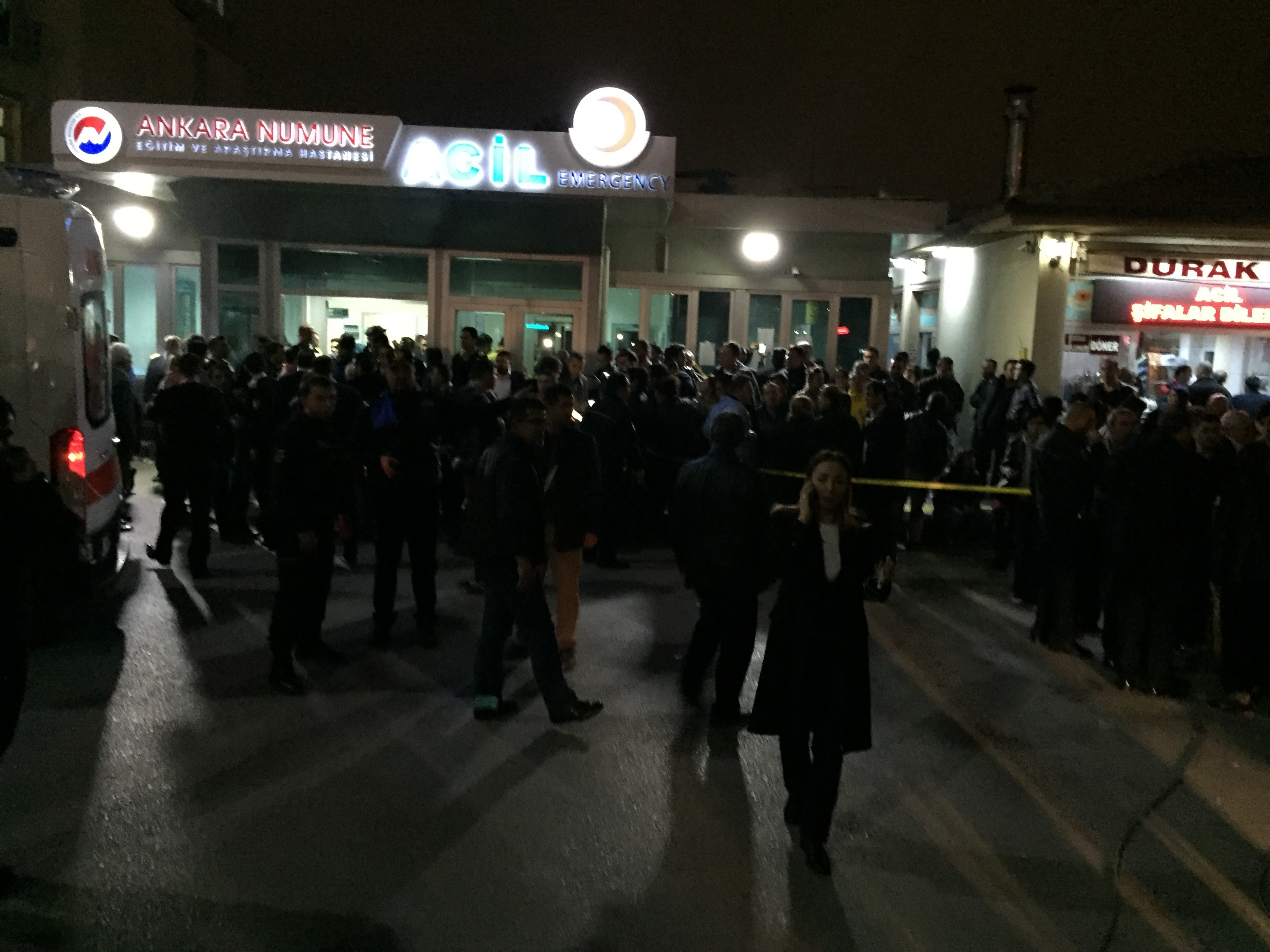
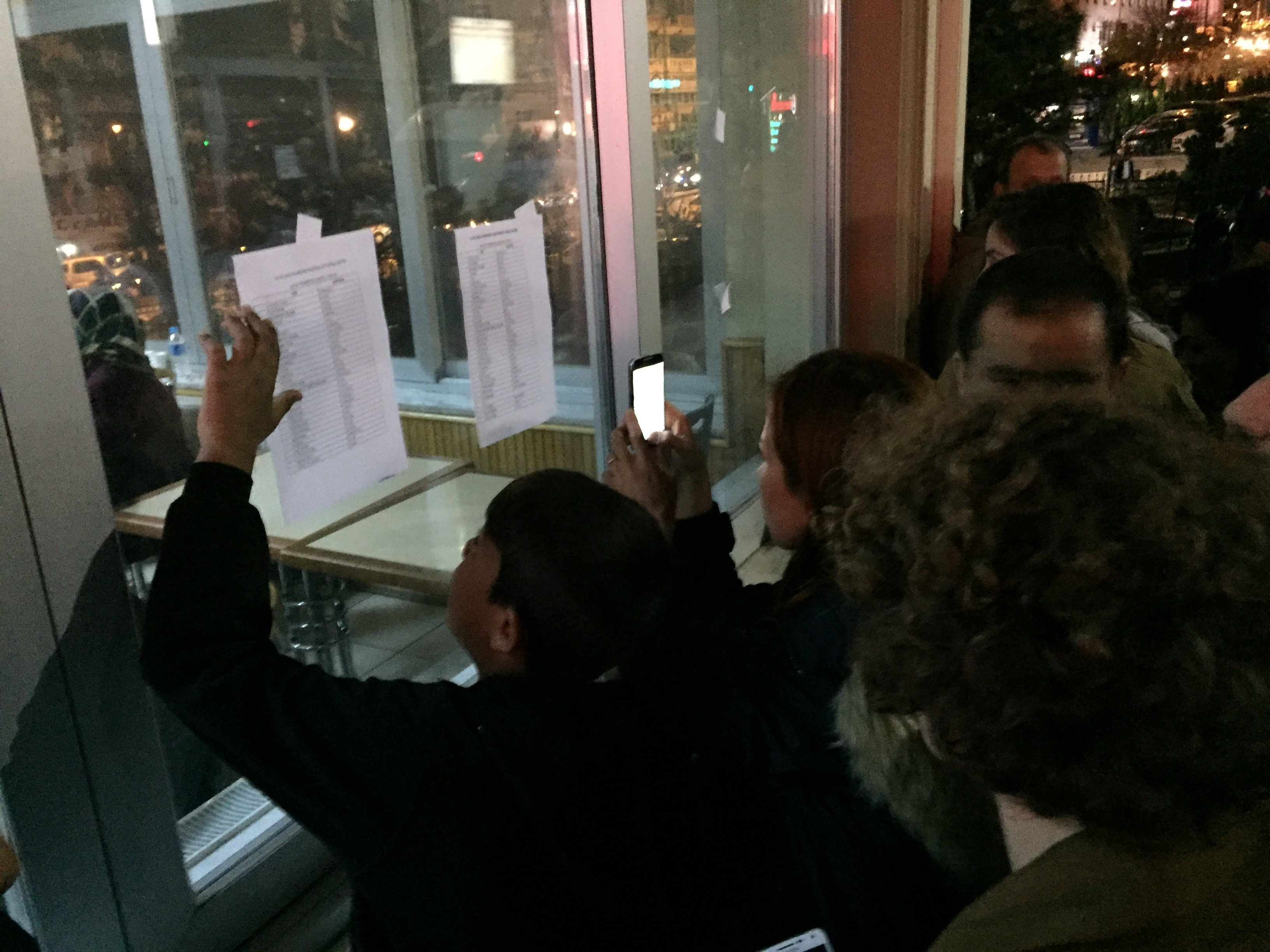
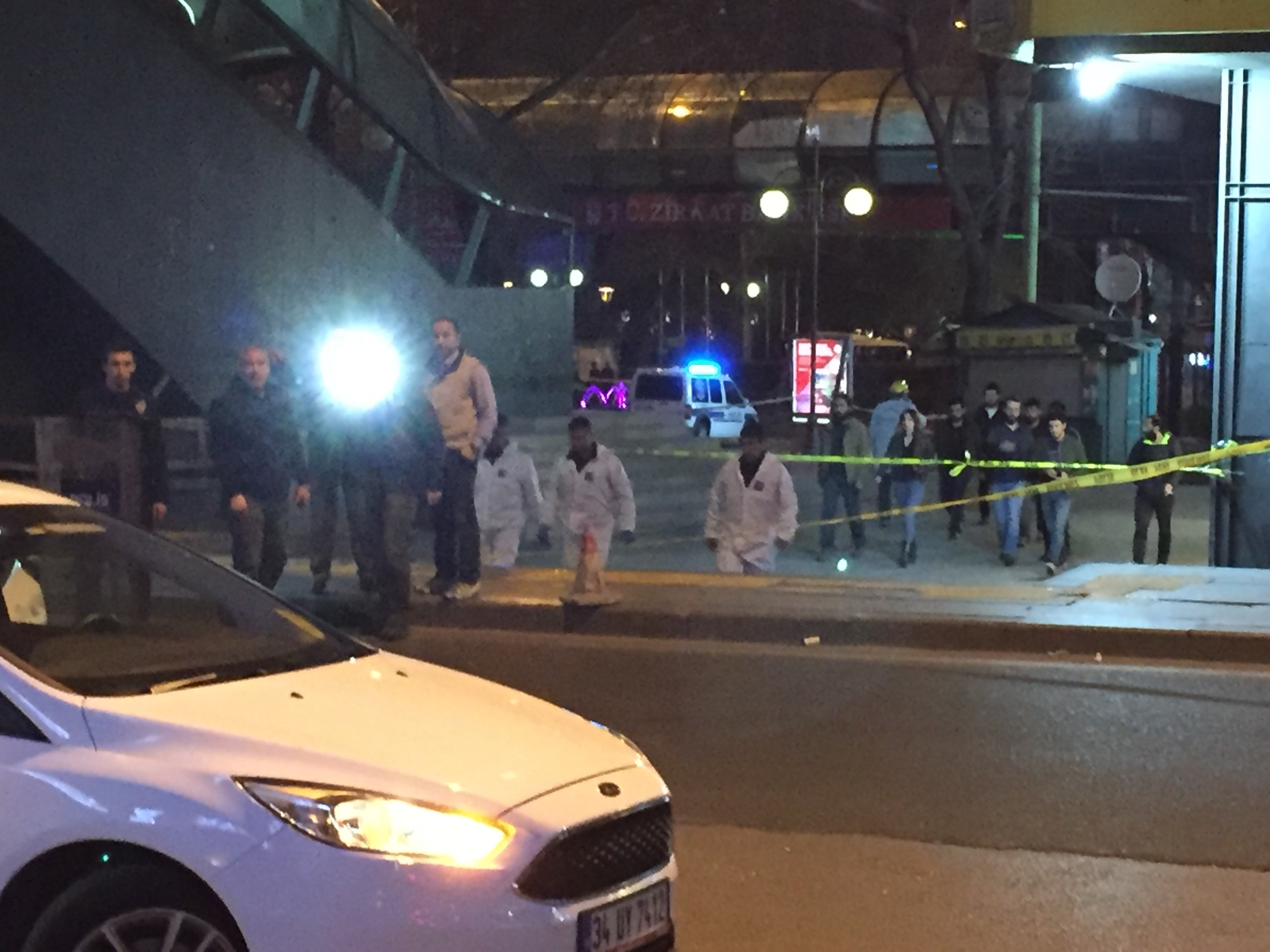
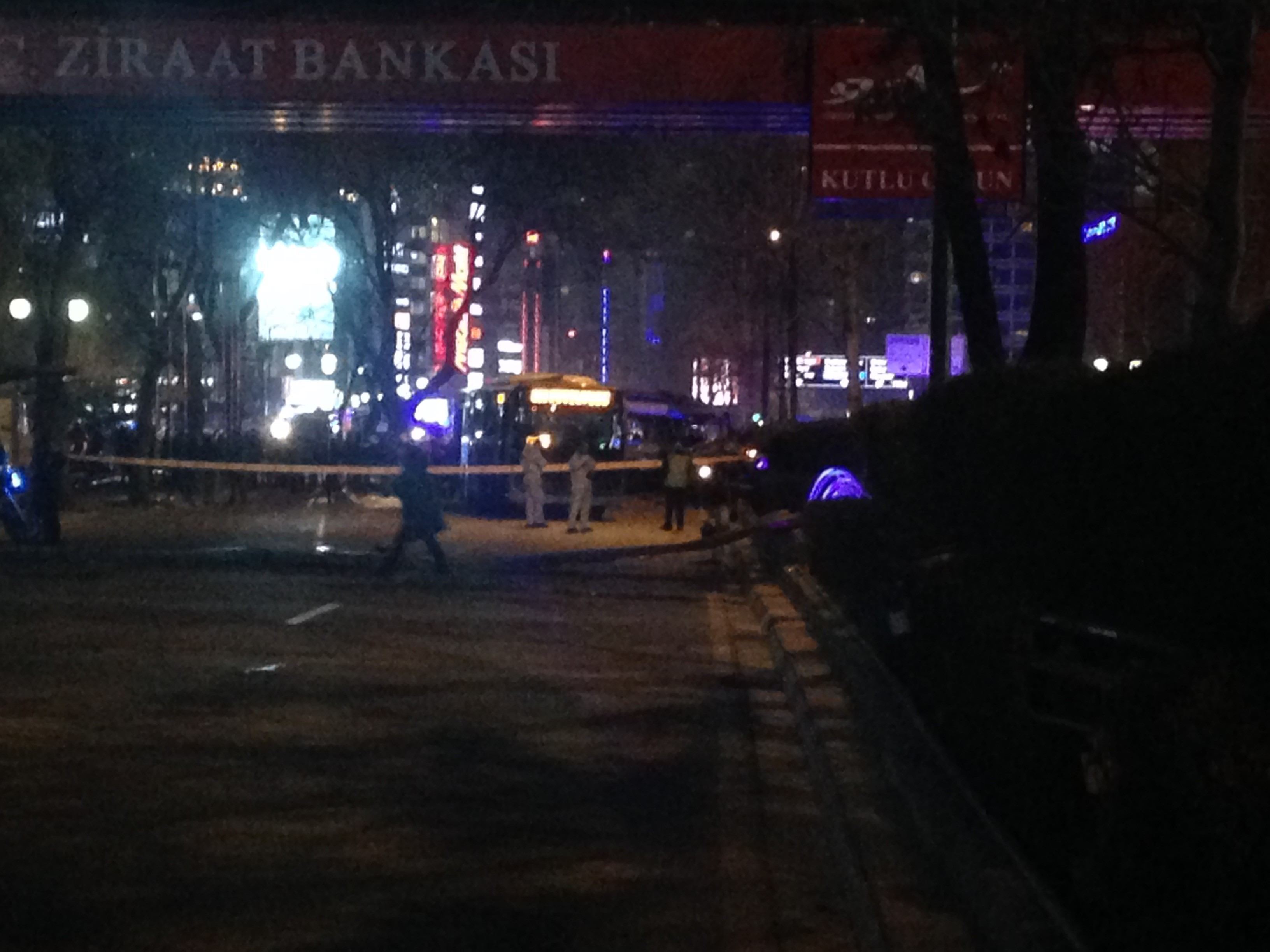

## Bekannt gewordene Angaben über die Opfer

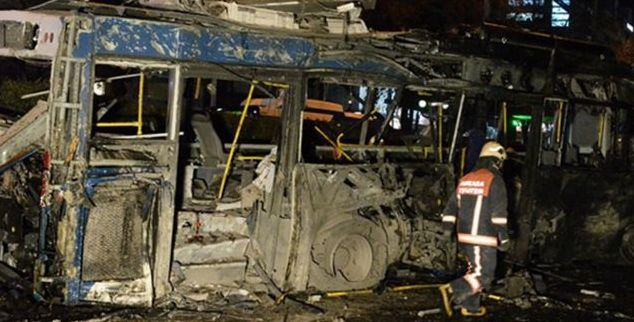
Einsatzkräfte bei der Arbeit am Tatort der Explosion am 13. März 2016

Der Anschlag ereignete sich im Stadtzentrum Kızılay und somit am überfülltesten und geschäftigsten Ort der türkischen Hauptstadt Ankara, der von Millionen Menschen als Durchgangsort benutzt wird, um an andere Zielorte zu gelangen. Auf Grundlage von Angaben aus Nachrichtenmedien, Einrichtungen und von Angehörigen der Opfer wurden Informationen zu Namen und Lebensumständen der Todesopfer veröffentlicht:
Durch den Anschlag wurden 38 Menschen getötet. Unter den zunächst insgesamt mindestens 37 Todesopfern des Anschlags befanden sich Medienangaben vom 14. März zufolge Muharrem Çermik, Bağdat Çermik, Perihan Çermik, Berkay Baş, Ozancan Akkuş, Destina Peri Parlak, Elvin Buğra Arslan, Mehmet Yurtsever, Kemal Bulut, Zeynep Başak Gülsoy, Nüsrettin Can Çalkınsın, Feyza Acısu, Mehmet Emre Çakar, Elif Gizem Akkaya, Turgay Bulut, Dorukhan Yusuf Özdemir, Eyüp Ensar Ulaş, Kerim Sağlam, Nevzat Alagöz, Murat Gül, Atakan Eray Özyol, Hamide Sibel Çetinkaya, Mehmet Alan, Oğuzhan Dura, Erdem Soydan, Kemal Kalıç, Taner Kılıç, Sümeyra Çakmak, Ferah Önder, Cemal Özdiker, Yaşar Durakoğlu, Ayşe Bilgilioğlu, Fehmi Çetinkaya und Sevinç Gökay. Am 21. März erlag nach Angaben des Gesundheitsministeriums der 36-jährige Feyyaz Aydın, der beim Anschlag Schrapnell-Verletzungen erlitten hatte und dem beide Beine amputiert worden waren, seinen Wunden im Lehr- und Forschungskrankenhaus Ankara.
Kemal Bulut war der Vater des türkischen Fußballnationalmannschaftsspielers und Profivertragsspielers bei Galatasaray Istanbul, Umut Bulut. Türkischen Medienberichten zufolge soll Kemal Bulut auf dem Heimweg vom Stadion des 19. Mai Opfer des Attentats geworden sein, wo sein Sohn mit Galatasaray gegen den Ankaraner Fußballverein Gençlerbirliği Ankara gespielt hatte.
Mehmet Yurtsever, früherer CHP-Leiter des Ankaraner Bezirks Keçiören, hatte an einer Sammeltaxi-Haltestelle am Güvenpark gewartet, um nach einer CHP-Veranstaltung nach Hause zu fahren.
Muharrem, Çermik und Perihan Çermik verloren ihr Leben an der Bushaltestelle, wo sie auf den Bus warteten. Auch Zeynep Başak Gülsoy und Nüsrettin Can Çalkınsın, beides Studenten der Rechtswissenschaft, wurden getötet, als sie vor dem Güvenpark auf den Bus warteten. Weitere Todesopfer, die auf einen Bus gewartet hatten, waren unter anderem die 20-jährige Feyza Acısu, Studentin an der Gazi-Universität, die sich nach dem Besuch einer Lehrveranstaltung auf dem Heimweg befunden hatte, der 16-jährige Schüler Mehmet Emre Çakar und der 58-jährige Cemal Özkider. Der 23-jährige Kerim Sağlam, Student an der Eskişehir-Osmangazi-Universität, hatte an der Bushaltestelle in Kızılay auf den Bus gewartet und sich auf dem Weg zu einer Familienangehörigen befunden. Der 26-jährige Murat Gül war Mitarbeiter eines privaten Sicherheitsdienstes im Finanzministerium und hatte an der Bushaltestelle auf dem Heimweg von der Arbeit auf den Bus gewartet. Die 22-jährige Absolventen der chemischen Fakultät der Fatih-Universität, Sümeyra Çakmak, studierte für ihren Masterabschluss und wartete an der Bushaltestelle auf dem Weg zu einer Lehrveranstaltung.
Der Familienvater Eyüp Ensar Ulaş wurde im Bus auf dem Heimweg von der Arbeit getötet, als das mit Sprengstoff beladene Fahrzeug auf dem Atatürk-Boulevard vor dem Güvenpark explodierte.
Nachdem der Student Ozancan Akkuş bei dem Anschlag ums Leben gekommen war, wurde ein Foto von ihm in der Öffentlichkeit bekannt, das ihn mit seinem Freund Ali Deniz Uzatmaz zeigte, der bei dem Anschlag in Ankara am 10. Oktober 2015 auf einer Friedensdemonstration getötet worden war.
Der 42-jährige Familienvater Nevzat Alagöz war Polizeibeamter und bei dem Gençlerbirliği-Galatasaray-Spiel im Stadion des 19. Mai eingesetzt worden, bevor er auf dem Heimweg sein Leben verlor. Die 55-jährige Familienmutter und Mitarbeiterin des Informationszentrums des Ministeriums für Nationale Erziehung, Hamide Sibel Çetinkaya, hatte auf dem Heimweg den Minibus nehmen wollen, nachdem sie aus der U-Bahn in Kızılay ausgestiegen war.
Berkay Baş und Ozancan Akkuş waren Studenten an der Technischen Universität des Nahen Ostens (ODTÜ). Elif Gizem Akkaya war ebenfalls Universitätsstudentin. Turgay Bulut hatte als Taxifahrer gearbeitet. Dorukhan Yusuf Özdemir war Jugendkapitän des Basketballteams des Ankara Altınel Sports Club. Der 15-jährige Schüler Atakan Eray Özyol wurde ebenfalls bei der Explosion getötet. Der 26-jährige Mehmet Alan hatte im Naturhistorischen Museum gearbeitet. Oğuzhan Dura hatte als Chief Supervisor der Generaldirektion für das Stiftungswesen gearbeitet. Erdem Soydan wurde in einem Taxi getötet, als es zur Explosion kam. Taner Kılıç hatte als Teezubereiter in einem Büro gearbeitet, als er durch die Explosion getötet wurde. Kemal Kalıç war Oberfeldwebel im Ruhestand. Ferah Önder arbeitete als Ingenieurin für das Generaldirektorat für Agrarreform. Der 69-jährige Yaşar Durakoğlu war Konrektor am Bahçelievler-Deneme-Gymnasium in Ankara und Lehrer für Kunstgeschichte.
Die Eltern zweier Todesopfer, der 16-jährigen Zehntklässlerin Destina Peri Parlak und des 19-jährigen ANKA-Institut-Mitgliedes Elvin Buğra Arslan, warfen der türkischen Regierung Medienangaben zufolge bei den Trauerfeiern vor, durch die Regierungspolitik Schuld an dem Anschlag zu tragen.

Gedenkaktionen und Aufräumarbeiten am Anschlagsort (15. März 2016)
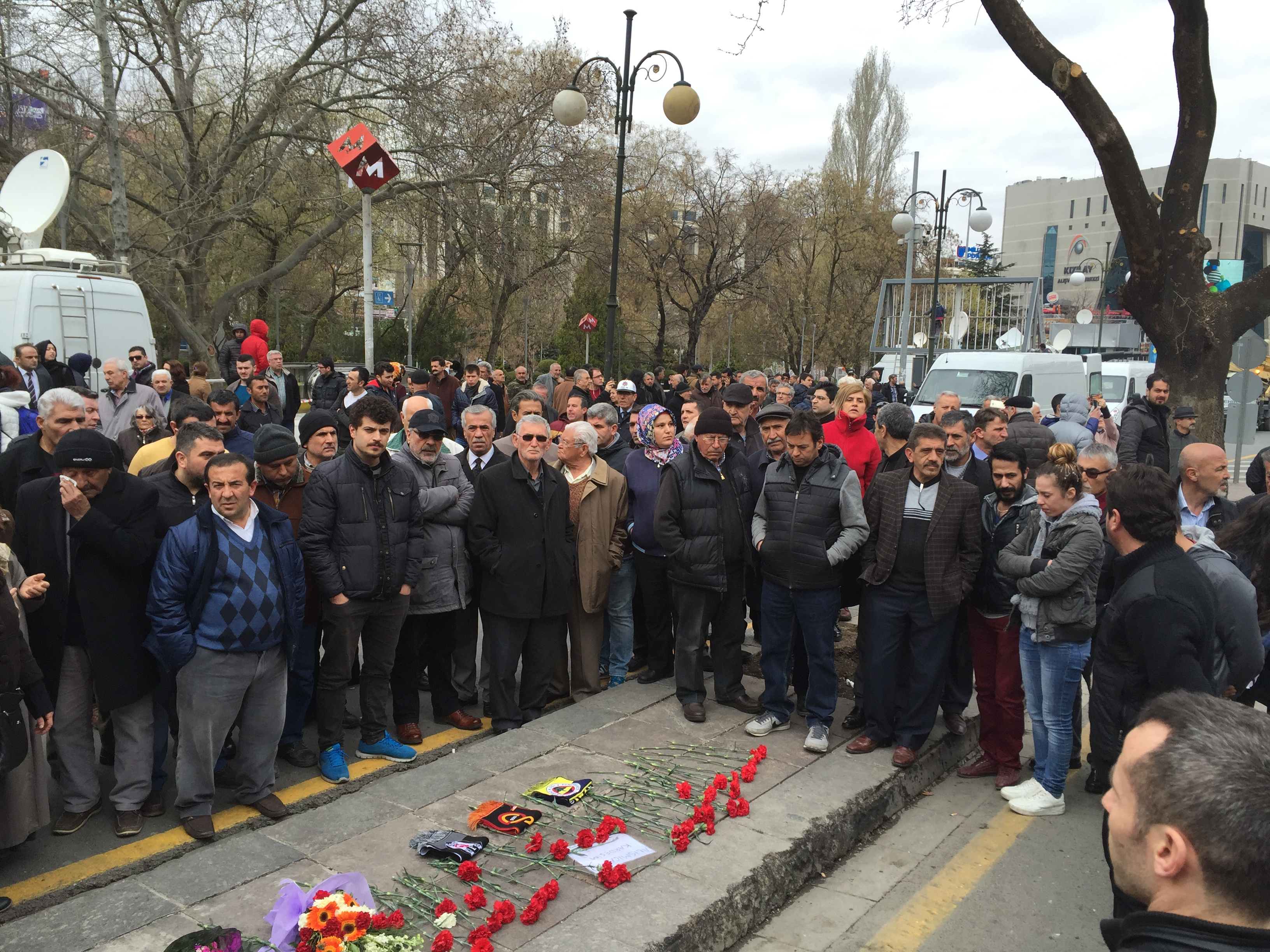
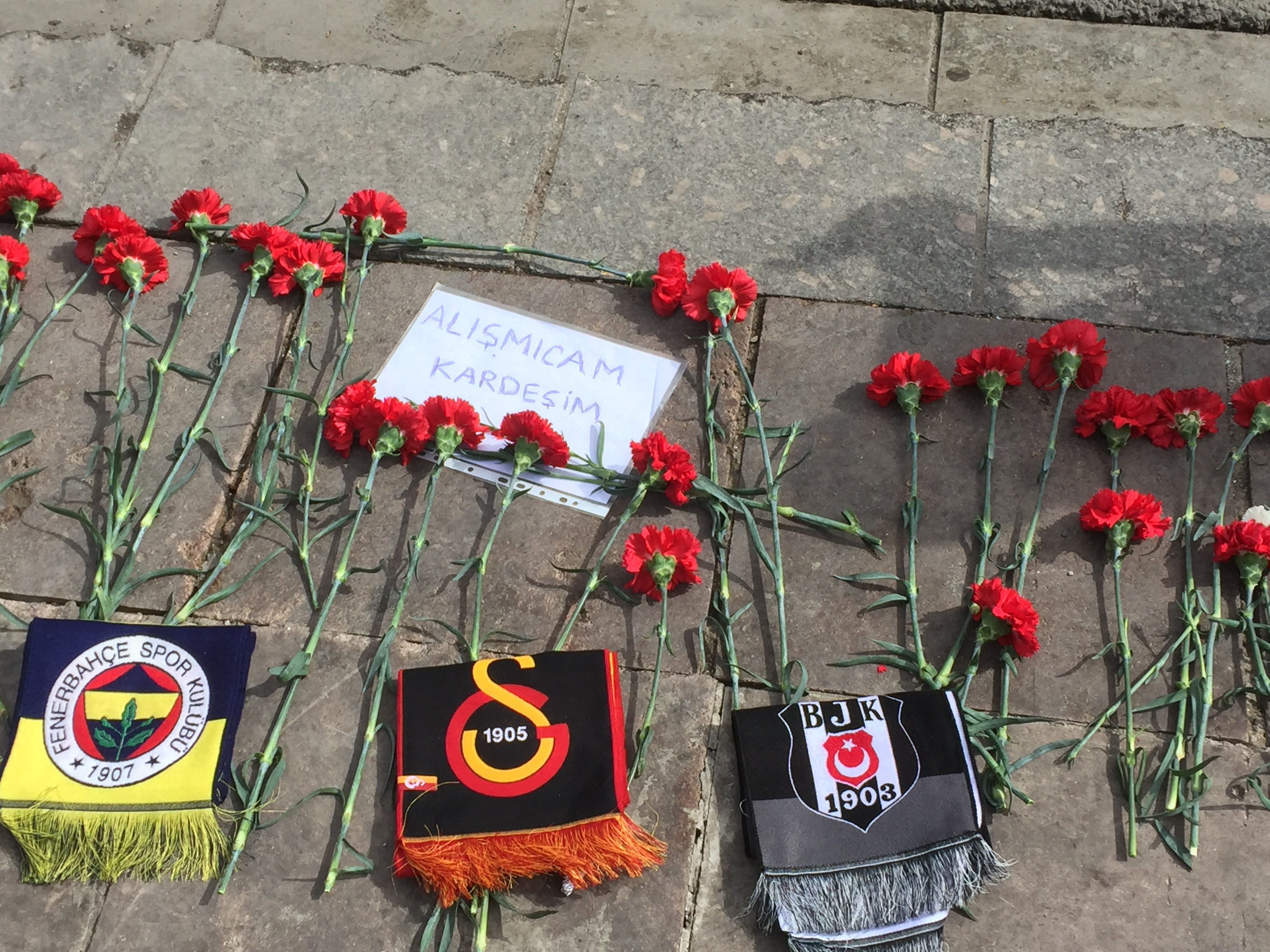
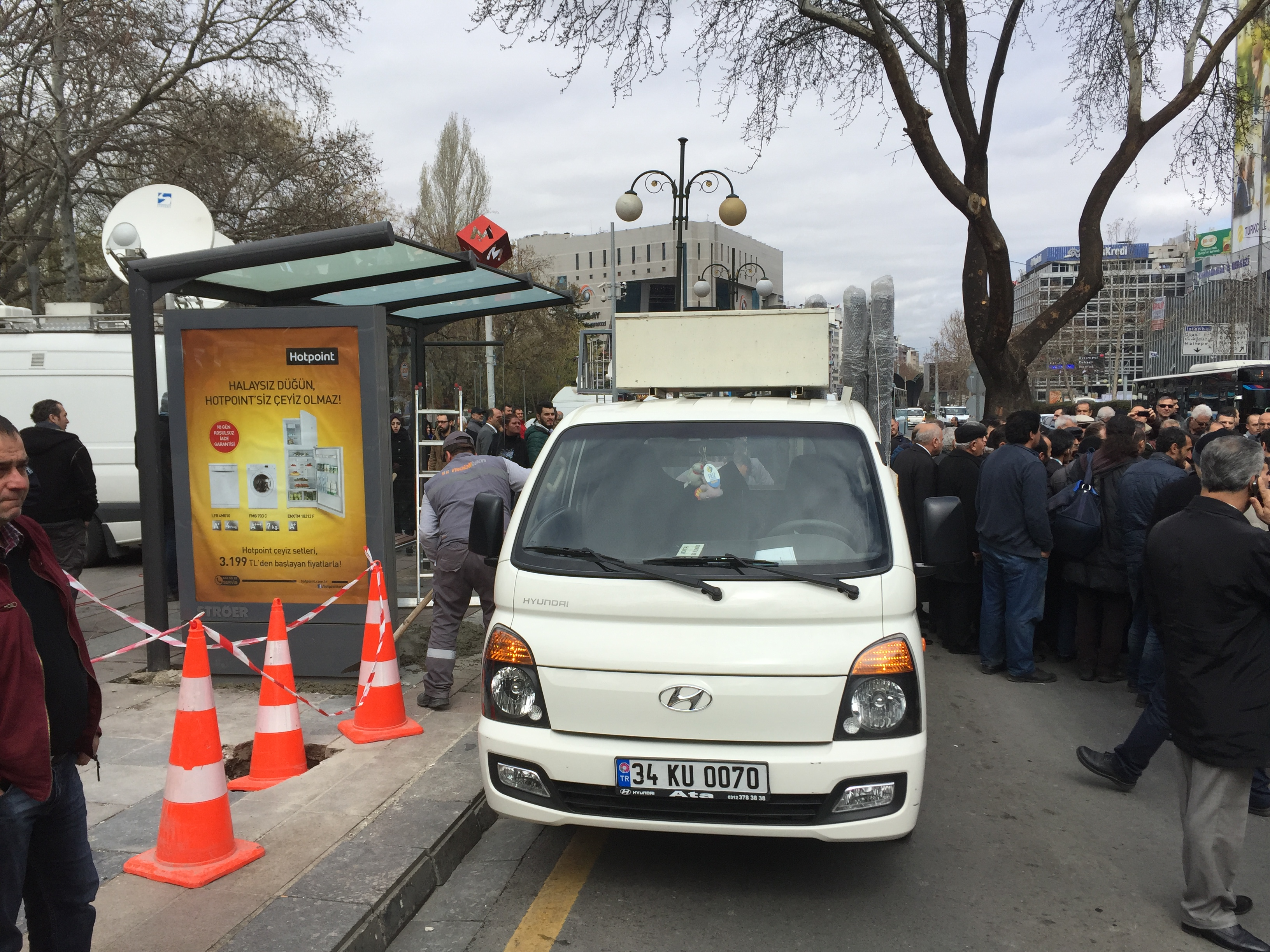
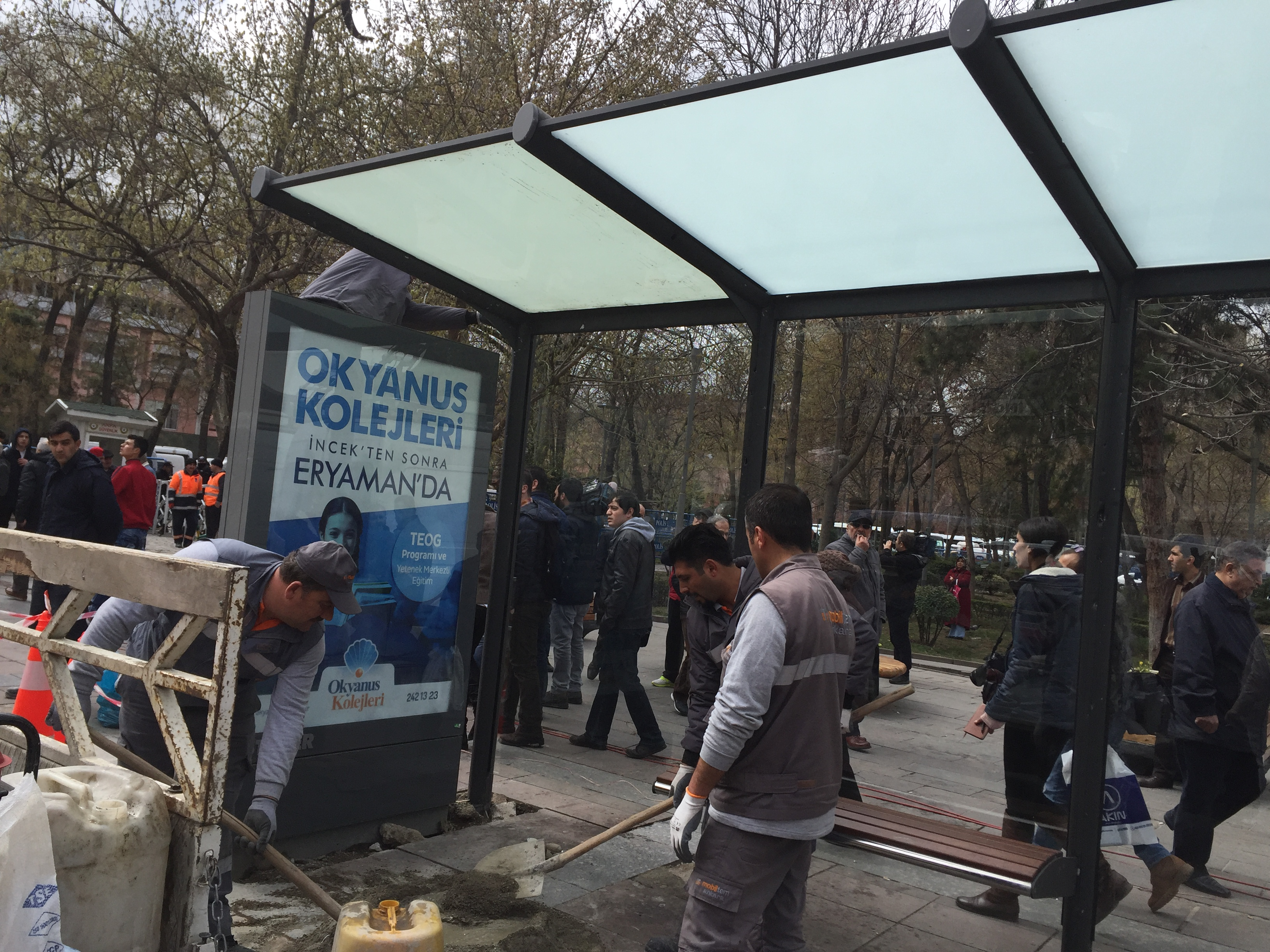
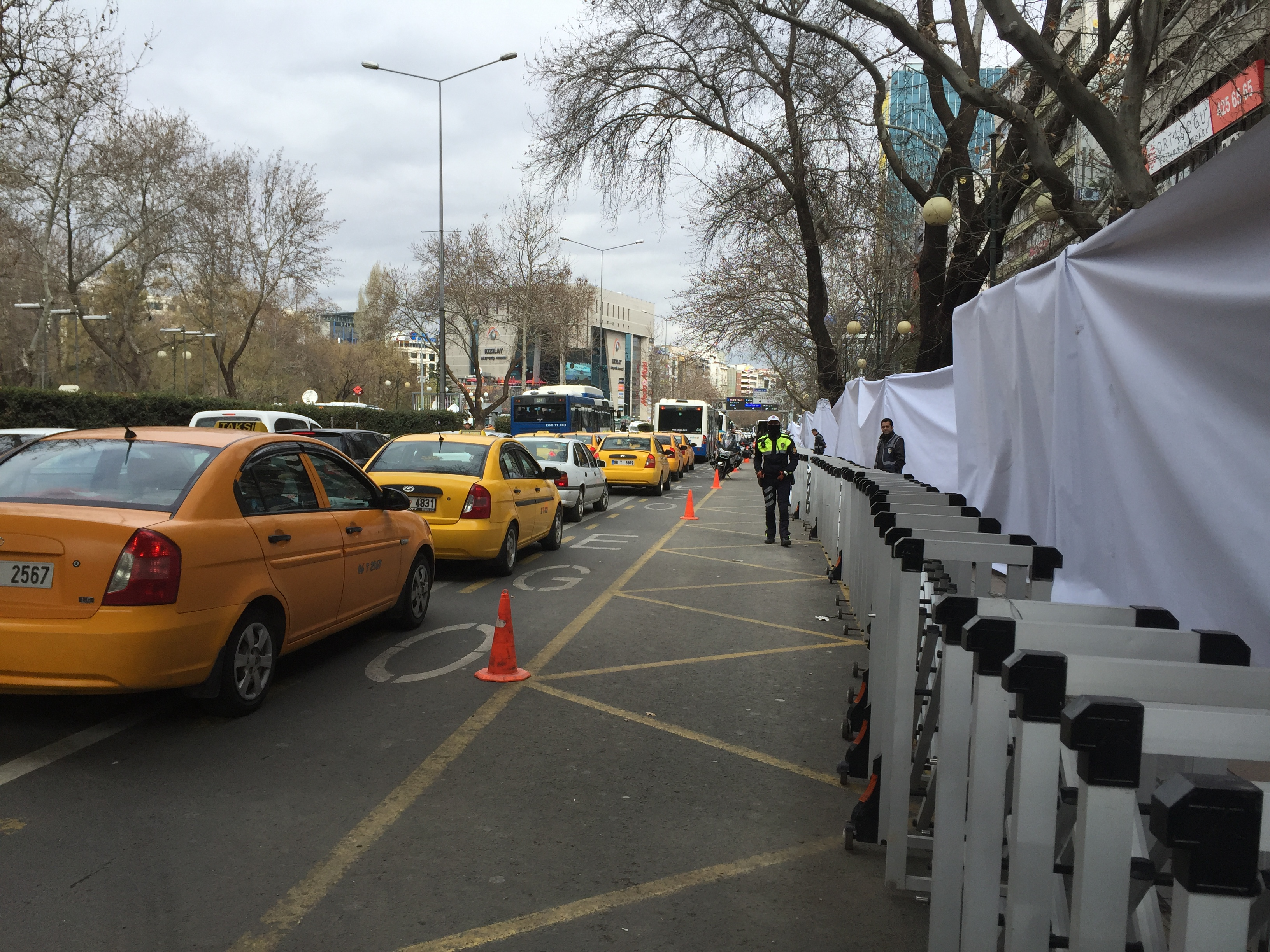

## Ermittlungen und Strafverfolgung
Nach den ersten polizeilichen Untersuchungen am Tatort wurde, wie in der Türkei in solchen Fällen üblich, eine Nachrichtensperre verhängt. Ministerpräsident Ahmet Davutoğlu sagte, es gebe „konkrete Informationen über die Terroristengruppe, die hinter dem Attentat steht“. Im Zusammenhang mit dem Tatgeschehen wurden am Folgetag elf Personen festgenommen. Den Ermittlungen zufolge gab es mindestens zwei Attentäter, eine Frau und einen Mann. Demzufolge sprengte sich Seher Çağla Demir (* 1992 in Kars) mit einem gestohlenen Fahrzeug in die Luft. Laut türkischem Innenministerium hatte sie sich 2013 der PKK angeschlossen und dann in Syrien eine Terrorausbildung bei den YPG erhalten, die den militärischen Arm der PYD bilden, als syrisch-kurdischer Vertreter der türkisch-kurdischen PKK angesehen werden und zum Zeitpunkt des Geschehens mit westlichen Staaten im Kampf gegen die militant-dschihadistische Terrororganisation des IS in Syrien verbündet waren. Der zweite Selbstmordattentäter wurde als Özgür Ünsal identifiziert. Die Behörden gehen mittlerweile von einem dritten männlichen Attentäter aus.

## Rolle von TAK und PKK
Die kurdische Extremistengruppe Teyrêbazên Azadîya Kurdistan (deutsch: „Freiheitsfalken Kurdistans“, Abkürzung: TAK), über die zum Zeitpunkt des Anschlags wenig bekannt war und bei der es sich um eine Splittergruppe der als terroristische Vereinigung eingestuften PKK handelt, bekannte sich einige Tage nach der Tat zu dem Anschlag. Auf ihrer Website stellte die TAK den Bombenanschlag als Vergeltungsmaßnahme für die Offensive türkischer Sicherheitskräfte im intensivierten Konflikt mit der PKK im Südosten des Gebiets dar, die von der TAK als „Massaker in Kurdistan“ bezeichnet wurde. Die TAK drohte mit weiteren Anschlägen und schrieb auf ihrer Website, Menschenleben seien in der Türkei nicht sicher, bis die „faschistische Diktatur“ nicht „dem Erdboden gleichgemacht“ sei. Die TAK hatte bereits die Verantwortung für den Selbstmordbombenanschlag in Ankara am 17. Februar 2016 übernommen und gedroht, mit weiteren Anschlägen den für die Türkei wichtigen Tourismus „zerstören“ zu wollen.
Nach Einschätzung von Sicherheitsexperten verfügte die TAK, die sich ein Jahrzehnt zuvor von der PKK abgespalten hatte, zum Zeitpunkt der Anschläge in Ankara im Februar und März 2016 weiterhin über Verbindungen zur PKK. Beobachter vermuten, dass die PKK die TAK selbst für Anschläge in Städten in der westlichen Türkei gegründet hatte, während sie sich selbst in den südöstlichen Berggebieten Kämpfe mit dem Militär lieferte. Inwieweit die TAK von der PKK unabhängig im Handeln war, gilt als nicht bekannt. Die Journalistin Özlem Topçu bezeichnete es in der Zeit als „schwer vorstellbar“, dass die PKK, „die neben sich keine andere Organisation duldet, keine Kontrolle über die TAK haben will“ und als unzweifelhaft, „dass die TAK bewusst Zivilisten töten will“.
Der niederländischen Journalistin Frederike Geerdink hatte ein PKK-Sprecher im Hauptquartier in den nordirakischen Kandil-Bergen geantwortet, die PKK verfüge über keine Information über die TAK, doch habe die TAK „mit Erdoğan in der Sprache gesprochen, die er versteht“. Wenig später ließ der amtierende PKK-Chef Cemil Bayık in Anspielung auf den Tod von Zivilisten während der Kämpfe in Städten wie Diyarbakır, Cizre oder Silopi verkünden, dass die TAK-Anschläge eine „Vergeltung für die Massaker in Kurdistan“ gewesen sein könnten.
Zwei Tage nach dem Attentat in Ankara vom 13. März kündigte Bayık in einem Interview mit der Times an, dass die PKK den Krieg ausweiten wolle. Hauptziel sei es, Erdoğan und die Regierungspartei AKP zu Fall zu bringen. Die Türkei könne „mit ihnen“ nicht demokratisch werden. Bayık behauptete mit Anspielung auf die kurdischen Bevölkerungsanteile: „Unser Volk will Rache, es will, dass die Guerilla Vergeltung für sie übt.“ Bayık, einer der meistgesuchten Terroristen, hatte in den vorangegangenen Monaten mehrfach wie im Dezember 2015 gedroht, dass die PKK-Guerilla in die Städte eindringen werde, wenn die türkische Regierung den Krieg gegen die PKK ausweiten sollte. Die beiden Anschläge der PKK-Splittergruppe TAK im Zentrum von Ankara im Februar und März 2016 mit insgesamt 66 Toten wurden als Realisierung dieser Drohung gedeutet. Verschiedene türkische Politologen vertraten die Ansicht, die PKK verfolge deutlich erkennbar das Ziel, Chaos zu stiften und die Türkei – ähnlich wie Syrien – in den Zustand eines failed state zu bringen. Der Politologe und Sicherheitsexperte Sedat Laçiner von der Çanakkale-Universität betrachtete die Anschläge von Ankara als „Teil einer Strategie, mit der die PKK die Türkei in eine Art zweites Syrien verwandeln will“. Dass die Terroristen mitten in der Innenstadt einen Wagen mit 300 kg Sprengstoff beladen haben, zeige klar, dass sie den Terror ausweiten wollten, um die Türkei in einem vollständigen Chaos unregierbar zu machen, da sich ihre Ziele und Autonomiebestrebungen in einem gescheiterten Staat wie Libyen oder Syrien weitaus leichter erreichen ließen als in einem starken zentral geführten Staat.

## Folgeereignisse
Die türkischen Luftstreitkräfte bombardierten laut Armeeangaben nach dem Anschlag Verstecke und Waffenlager der PKK im Nordirak, dessen Kandil-Gebirge als Rückzugsgebiet von PKK-Kämpfern gilt.